# محمد نبيل بنعبد الله
محمد نبيل بنعبد الله (ولد في 3 يونيو 1959 بالرباط)، سياسي مغربي، شغل منصب وزير للاتصال، والناطق الرسمي باسم حكومة إدريس جطو بين نوفمبر 2002 - أكتوبر 2007، وشغل منصب وزير السكنى والتعمير وسياسة المدينة منذ 2012 في حكومة بنكيران، وفي عام 2017 عُين وزير إعداد التراب الوطني والتعمير والإسكان وسياسة المدينة في حكومة سعد الدين العثماني، وبقي فيها إلى غاية 24 أكتوبر2017.

## مسيرته المهنية
حصل على شهادة عليا من المعهد الوطني للغات والحضارات الشرقية بباريس سنة 1985، شعبة العلاقات الدولية، مارس بعدها مهنة ترجمان محلف لدى المحاكم المغربية منذ 1987. وشغل منصب نائب رئيس جمعية التراجمة المحلفين بالمغرب منذ 1992 كما كان عضوا بالمجلس الوطني للشباب والمستقبل سنة 1990.
كما تميز مساره في المجال الجمعوي بعضويته في المجلس الإداري ل «مؤسسة الثقافات الثلاث المتمركزة بإشبيلية.»

### مسيرته الاشتراكية
تولى مهام رئيس الشبيبة الاشتراكية من 1994 إلى 1998، قبل أن ينتخب ضمن أعضاء المكتب السياسي لحزب التقدم والاشتراكية سنة 1995 .
انتخب بعدها مستشارا بمجلس المدينة ومجلس مقاطعة أكدال الرياض بالرباط من شتنبر 2003 إلى يونيو 2009 . وانتخب أمينا عاما لحزب التقدم والاشتراكية في 2010.
عمل مدير لجريدتي «البيان» و«بيان اليوم» من سنة 1997 إلى غاية سنة 2000.

### السفارة
تقلد منصب سفير للمملكة المغربية بإيطاليا لمدة لم تتعدَ ثلاثة أشهر (2009-2010) تم إعفاؤه من مهامهه بعد شجار بين زوجته كوثر صوني، وزوجة وزير الخارجية المغربي آنذاك الطيب الفاسي الفهري، فتيحة الطاهري، خلال مهرجان للفنون التشكيلية بمدينة البندقية بإيطاليا.

### الوزارة
عُيِّن كوزير للاتصال، والناطق الرسمي باسم حكومة إدريس جطو من نونبر 2002 إلى أكتوبر 2007.
بعد الانتخابات البرلمانية المغربية سنة 2011 عُيِّن في 3 يناير 2012 وزيرا للسكنى والتعمير وسياسة المدينة في حكومة بنكيران، وفي عام 2017 عُين وزير إعداد التراب الوطني والتعمير والإسكان وسياسة المدينة في حكومة سعد الدين العثماني، وبقي فيها إلى غاية 24 أكتوبر2017 حيث أُعفي من مهامه بصفته وزير السكنى وسياسة المدينة في الحكومة السابقة بالإضافة إلى إعفاء العديد من المسوؤلين الآخرين، هذا الإعفاء جاء بعد تقرير المجلس الأعلى للحسابات على خلفية اختلالات طالت مشروع الحسيمة منارة المتوسط، مما أدى إلى عدة احتجاجات شعبية في الحسيمة بسبب ضعف البنيات التحتية للمدينة.